# Henry Bennet (1er comte d'Arlington)
Pour les articles homonymes, voir Henry Bennet et Bennet.
Henry Bennet (baptisé le 6 septembre 1618 à Little Saxham, Suffolk – 28 juillet 1685), 1er comte d'Arlington (en), est un ministre d'État et un pair d'Angleterre.

## Biographie

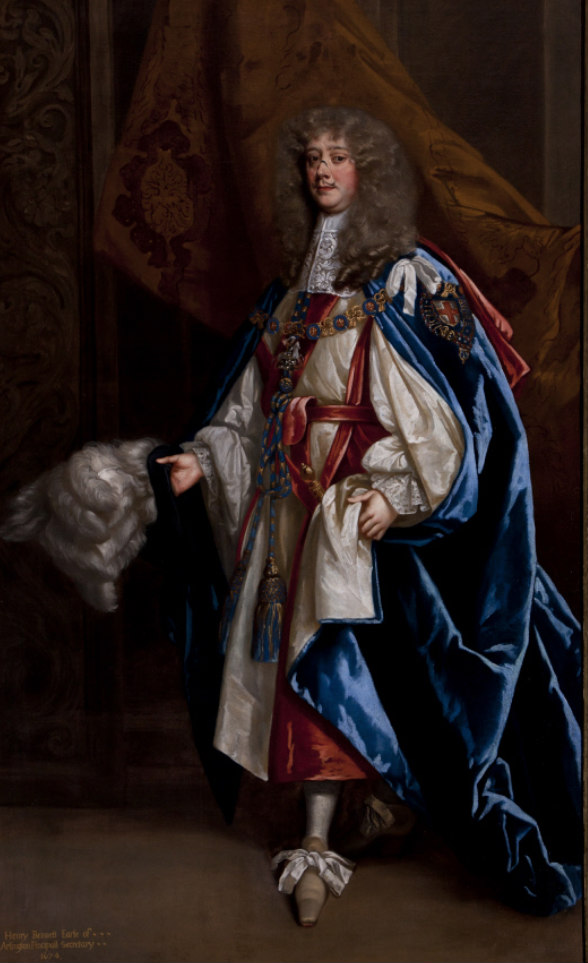
Henri Bennet

Il est le deuxième fils de Sir John Bennet (1589-1658), propriétaire terrien d'Harlington (alors dans le Middlesex), et de Dorothy Crofts. Son frère aîné est John Bennet, 1er baron Ossulston (d'où sont issus les comtes de Tankerville (en)). Le 16 avril 1666, il épouse Elisabeth van Nassau-Beverweerd, fille de Louis de Nassau-Beverweerd et petite-fille de Maurice de Nassau. Sa fille, Isabella (en), épousera Henry FitzRoy, 1er duc de Grafton.
En 1643, il entre au service de George Digby, lorsque celui-ci est secrétaire d'État de Charles Ier. En 1644, il s'engage comme volontaire dans l'armée royaliste. Il est impliqué une seule fois dans un affrontement armé, une escarmouche à Andover qui lui vaut une blessure au nez.
Il joue ensuite les coursiers pour quelques membres de la famille royale, et rejoint la cour en exil à Saint-Germain-en-Laye, en septembre 1647. L'année suivante, il devient le secrétaire de Jacques, duc d'York, fils de Charles Ier. En 1651, Bennet choisit de prendre parti de Charles II, alors roi d'Écosse, fils aîné de Charles Ier.
Il est anobli chevalier en mars 1657, et envoyé en mission diplomatique en Espagne. Il ne retourne en Angleterre qu'en avril 1661. Il réussit à se faire nommer Gardien de la bourse privée du roi, ce qui lui permet d'être au plus près du nouveau souverain anglais. Il profite et réussit à convaincre Charles II de le nommer secrétaire d'État pour le Département du sud (en) (Secretary of State for the Southern Department), le 15 octobre 1662. Il occupe cette fonction jusqu'au 11 septembre 1674.
Il fait, en 1670, partie du ministère célèbre connu sous le nom de Ministère de la cabale. Mais il se montre hostile au rapprochement avec la France qui se concrétise par le traité de Douvres.
Il est remercié pour ses services en étant créé comte d'Arlington, le 22 avril 1672, et en étant fait chevalier de la Jarretière le 15 juin suivant. Il avait déjà été fait baron Arlington le 14 mars 1665.
En 1674, il démissionne de son poste de secrétaire d'État et devient Lord Chambellan du roi.